# Nová Ves (Pyšely)
Nová Ves je část města Pyšely v okrese Benešov. Nachází se na severovýchodě Pyšel. V roce 2009 zde bylo evidováno 33 adres. Nová Ves leží v katastrálním území Pyšely o výměře 7,33 km².

## Historie
První písemná zmínka o vesnici pochází z roku 1788.

## Pamětihodnosti
V roce 2010 byl v obci odhalen pomník zimnímu králi Fridrichu Falckému u příležitosti 390. výročí příjezdu krále do Nové Vsi od českého sochaře Michala Vitanovského. V obci se nachází novobarokní boží muka sv. Václava, Vojtěcha a Anežky s mozaikami těchto světců od akademického malíře Jindřicha Vydry v Ladově ulici.